# Coyanosa
Coyanosa és una concentració de població designada pel cens dels Estats Units a l'estat de Texas. Segons el cens del 2000 tenia 138 habitants.

## Demografia
Segons el cens del 2000, Coyanosa tenia 138 habitants, 46 habitatges, i 39 famílies. La densitat de població era de 444 habitants per km².
Dels 46 habitatges en un 45,7% hi vivien nens de menys de 18 anys, en un 67,4% hi vivien parelles casades, en un 15,2% dones solteres, i en un 15,2% no eren unitats familiars. En el 10,9% dels habitatges hi vivien persones soles el 10,9% de les quals corresponia a persones de 65 anys o més que vivien soles. El nombre mitjà de persones vivint en cada habitatge era de 3 i el nombre mitjà de persones que vivien en cada família era de 3,18.
Per edats la població es repartia de la següent manera: un 31,9% tenia menys de 18 anys, un 10,9% entre 18 i 24, un 19,6% entre 25 i 44, un 28,3% de 45 a 60 i un 9,4% 65 anys o més.
L'edat mediana era de 34 anys. Per cada 100 dones de 18 o més anys hi havia 95,8 homes.
La renda mediana per habitatge era de 9.643 $ i la renda mediana per família de 17.083 $. Els homes tenien una renda mediana de 38.393 $ mentre que les dones 48.750 $. La renda per capita de la població era de 7.974 $. Aproximadament el 36,4% de les famílies i el 41,9% de la població estaven per davall del llindar de pobresa.

## Poblacions més properes
El següent diagrama mostra les poblacions més properes.